# Atlantisch orkaanseizoen 2001
Het Atlantisch orkaanseizoen 2001 duurde van 1 juni 2001 tot 4 december 2001, toen de laatste tropische cycloon, orkaan Olga oploste. Het seizoen 2001 was een boven normaal seizoen, gemeten naar cumulatieve cycloonenergiewaarde. Er ontstonden 17 tropische cyclonen, waarvan er 15 tropische stormstatus bereikten en een naam kregen. Van deze 15 tropische stormen werden er negen een orkaan. Van de negen orkanen groeiden er drie uit tot majeure orkanen, dat wil zeggen van de derde categorie of hoger.

## Cyclonen

### Tropische storm Allison
Begin juni dreef een lagedrukgebied uit de Golf van Campeche naar het noorden over het westelijk deel van de Golf van Mexico. Op 5 juni had het systeem convectie en een gesloten circulatie in de lagere en middelste delen van de atmosfeer ontwikkeld, genoeg om geclassificeerd te worden als tropische storm Allison op zo`n 220 km ten zuiden van Galveston, Texas. Allison bereikte haar hoogtepunt met windsnelheden van 100 km/uur, dat zeker beneden orkaankracht is en toch zou Allison een catastrofe veroorzaken, die een majeure orkaan niet zou misstaan. Tropische storm Allison landde op 5 juni nabij Freeport in Texas. Allison veroorzaakte overstromingen aan de kust bij haar landing en trok, gedegradeerd tot tropische depressie, langzaam naar het noorden. Op 7 juni kwam Allison boven Texas tot stilstand en de volgende dag dreef zij terug naar het zuiden. Op 10 juni kwam Allison weer boven de Golf van Mexico als subtropische depressie. In de dagen dat Allison boven land lag, bracht zij in de omgeving van Houston enorme hoeveelheden neerslag; van minimaal 250 mm tot 940 mm in Port of Houston; veel meer dan de bayous aankonden.
Opnieuw boven de Golf van Mexico promoveerde zij opnieuw, ditmaal tot subtropische storm Allison. Zij kwam opnieuw aan land bij Morgan City, Louisiana. Allison trok verder noordoostwaarts over Mississippi, Alabama, Georgia en South Carolina. Op 17 juni kwam Allison boven de Atlantische Oceaan en werd de volgende dag opgenomen door een koufront. Allison zette Houston en omgeving blank, honderdduizenden huishoudens zaten zonder stroom en het Texas Medical Center moest worden geëvacueerd, nadat de noodgeneratoren waren overstroomd. Allison eiste 55 levens en veroorzaakte $5.500.000.000,- aan schade, zeer opmerkelijk voor een 'suffe' tropische storm. Allison werd de enige tropische storm, waarvan de naam na het seizoen van de lijst werd geschrapt. Allison had de naam Alicia vervangen, een orkaan, die in 1983 hetzelfde gebied trof.

### Tropische depressie 2
Op 11 juli ontstond op 1940 km ten oosten van de Bovenwindse Eilanden tropische depressie 2 uit een tropische onweersstoring. Tropische depressie 2 trok naar het westnoordwesten, maar verloor de volgende dag haar gesloten circulatie.

### Tropische storm Barry
Tropische storm Barry ontstond op 2 augustus boven het oostelijk deel van de Golf van Mexico en trok westwaarts. Barry degradeerde tot een tropische depressie. Toen de rug van hoge druk, die Barry een noordelijke koers ontzegde verzwakte, draaide Barry bij naar het noorden en werd opnieuw een tropische storm. Op 5 augustus landde Barry bij Santa Rosa Beach in Florida Barry verzwakte boven land snel en de overblijfselen trokken verder naar het noordwesten. Barry eiste drie mensenlevens in Florida en veroorzaakte $30.000.000,- aan schade. De tropische onweersstoring, die Barry verwekte wordt verantwoordelijk gehouden voor het kapseizen van een bootje met zes Cubaanse vluchtelingen, die in de Straat Florida verdronken.

### Tropische storm Chantal
Tropische depressie 4 ontstond op 14 augustus, ver ten oosten van de Bovenwindse Eilanden. Twee dagen later degenereerde de tropische cycloon tot een tropische onweersstoring. Deze storing trok westwaarts, over de Bovenwindse Eilanden, de Caraïbische Zee in, waarna zij zich opnieuw organiseerde en op 17 augustus promoveerde tot tropische storm Chantal. Chantal trok westwaarts, en bereikte bijna orkaanstatus. Zij landde op 21 augustus nabij de grens tussen Mexico en Belize. Chantal trok verder Yucatán op en loste de volgende dag op. Chantal eiste officieel geen mensenlevens, maar op Trinidad werden 2 mensen dodelijk door de bliksem getroffen, toen de onweersstoring, die eerst tropische depressie 4 was, over de eilanden trok. In Belize veroorzaakte Chantal $5.000.000,- aan schade.

### Tropische storm Dean
Op 22 augustus werd een tropische onweersstoring in de buurt van de Maagdeneilanden tropische Storm Dean. Dean trok naar het noorden de oceaan op, waar hij degenereerde tot een storing, deze trok naar het noorden en later naar het noordoosten. De storing reorganiseerde zich en werd op 27 augustus opnieuw een tropische storm. Op zijn hoogtepunt was Dean een sterke tropische storm, voordat hij boven kouder water een extratropische cycloon werd, die op 29 augustus werd opgenomen door een lagedrukgebied. Dean veroorzaakte $2.000.000,- aan schade, voornamelijk aan gewassen.

### Orkaan Erin
Op 1 september vormde tropische depressie 6 zich uit een tropische onweersstoring op 2600 km ten oosten van de Bovenwindse Eilanden. Deze trok naar het westen en werd de volgende dag gepromoveerd tot tropische storm Erin. Erin degenereerde tot een storing op 5 september, om zich op 7 september te reorganiseren tot tropische storm. Op 8 september bereikte Erin orkaanstatus en de volgende dag werd Erin een orkaan van de tweede categorie. Erin had Bermuda tot 160 km genaderd. Daarna boog Erin af naar het oosten en draaide daarna bij richting Newfoundland. Op 14 september degradeerde Erin tot tropische storm en schampte de volgende dag Newfoundland. De volgende dag verloor Erin zijn tropische kenmerken. Op 17 september verenigde Erin zich met een lagedrukgebied boven Groenland.

### Orkaan Felix
Op 7 september vormde zich tropische depressie 7 zich in de buurt van de archipel Kaapverdië uit een tropische onweersstoring, die van de Afrikaanse kust afkomstig was. Deze trok snel naar het westen, maar degenereerde weer. Op 10 september organiseerde de storing zich opnieuw tot tropische depressie 7 en werd op 11 september gepromoveerd tot tropische storm Felix. Felix zette koers naar het noorden en nam vlug in kracht toe; op 12 september promoveerde Felix tot orkaan. De volgende dag bereikte Felix zijn hoogtepunt als orkaan van de derde categorie. Felix draaide bij naar het oosten en werd gaandeweg zwakker. Op 17 september degradeerde Felix tot een tropische storm en 2 dagen later loste Felix op boven de Atlantische Oceaan.

### Orkaan Gabrielle
Op 11 september ontstond uit een lagedrukgebied boven het oostelijk deel van de Golf van Mexico tropische depressie 8. Zij draaide een lus en trok toen naar het noordoosten, toen zij op 13 september promoveerde tot tropische storm Gabrielle. Gabrielle landde de volgende dag nabij Venice, Florida. Gedurende de achttien uur lange overtocht over Florida behield Gabrielle haar tropische storm status. Zij trok naar het noordoosten en op 16 september promoveerde zij tot een orkaan. De volgende dag was zij weer een tropische storm. Op 19 september verloor zij haar tropische kenmerken en haar overblijfselen werden twee dagen later opgenomen door een ander lagedrukgebied. Gabrielle verdronk twee mensen in Florida en veroorzaakte $115.000.000,- aan schade.

### Tropische depressie 9
Op 19 september ontwikkelde zich tropische depressie 9 uit een tropische onweersstoring op 95 km ten oosten van Puerto Cabezas in Nicaragua. De depressie had 2 kernen van gesloten circulatie, waarvan de noordelijkste dominant was. Het systeem trok westelijk, richting Nicaragua en verwacht werd, dat de depressie tot tropische storm zou uitgroeien voor zij aan land liep. zij landde dezelfde dag als tropische depressie, die snel oploste in de bergen van Nicaragua.

### Orkaan Humberto
Tropische depressie 10 ontstond op 21 september 760 km ten zuiden van Bermuda uit een breed gebied van lage druk, dat door orkaan Gabrielle werd gegenereerd. Tropische depressie 10 trok naar het noordwesten en werd de volgende dag gepromoveerd tot tropische storm Humberto. Humberto draaide naar het noorden en won verder aan kracht. Op 23 september bereikte Humberto orkaanstatus, terwijl hij koerste naar het noordoosten en Bermuda passeerde. Op 27 september werd Humberto een tropische storm en loste daarna snel op boven kouder zeewater.

### Orkaan Iris
Op 4 oktober ontstond tropische depressie 11 ten zuidoosten van Barbados. Zij trok over de Bovenwindse Eilanden in noordwestelijke richting en werd de volgende dag ten zuiden van Puerto Rico gepromoveerd tot tropische storm Iris. Iris trok verder naar het westen en op 6 oktober wordt Iris ten zuiden van Haïti een orkaan. Iris bereikt haar hoogtepunt als orkaan van de vierde categorie met windsnelheden van 230 km/uur en een druk van 948 mbar. Op 9 oktober landde Iris als orkaan van de vierde categorie bij Monkey River Town, Belize. Zij loste binnen 18 uur compleet op. Iris eiste ten minste 31 levens, maar misschien zoveel als 60. Zij deed een schip kapseizen voor de kust van Belize, waarna 20 mensen verdronken. De schade van Iris wordt geschat op $70.000.000,-

### Tropische storm Jerry
Op 6 oktober ontstond op 1000 km ten oostzuidoosten van Barbados tropische depressie 12. De omstandigheden waren gunstig en zij werd de volgende dag gepromoveerd tot tropische storm Jerry. Jerry trok naar het westen en passeerde Barbados aan de zuidkant. Boven de Caraïbische Zee werd Jerry uit elkaar getrokken door stromingen in de atmosfeer en zijn eigen snelle beweging westwaarts. Op 8 oktober loste Jerry op ten zuiden van Puerto Rico.

### Orkaan Karen
Op 12 oktober ontstond uit een niet tropisch lagedrukgebied, dat tropische kenmerken was gaan manifesteren, subtropische storm 1 ten zuiden van Bermuda. Subtropische storm 1 trok in noordelijke richting en had de volgende dag voldoende tropische kenmerken om tot tropische storm Karen te worden herdoopt. Karen nam verder in kracht toe en werd een orkaan nog dezelfde dag. Daarna verzwakte zij en koerste zij naar Nova Scotia, waar zij op 15 oktober landde als een tropische storm. Haar overblijfselen werden nog dezelfde dag door een ander lagedrukgebied opgenomen.

### Tropische storm Lorenzo
Op 27 oktober vormde zich tropische depressie 14 uit een tropische trog in de troposfeer, waarbij zich een gesloten circulatie ontwikkelde. Tropische depressie 14 trok van 1350 km ten zuidwesten van de Azoren westwaarts. Toen zij onder een lagedrukgebied op grote hoogte terechtkwam, werd de structuur van de tropische cycloon uit elkaar getrokken, hetgeen verdere ontwikkeling verhinderde. Doordat zij via een trog van lage druk naar het noorden aan deze ongunstige omstandigheden kon ontsnappen en door warmer zeewater, promoveerde zij op 30 oktober tot tropische storm Lorenzo. Maar de ongunstige omstandigheden keerden terug; Lorenzo's ontwikkeling werd verhinderd. De volgende dag smolt Lorenzo samen met een frontaal systeem.

### Orkaan Michelle
Op 16 oktober vertrok een tropische onweersstoring van de Afrikaanse kust westwaarts. De storing bleef intact, maar organiseerde zich pas toen zij de Atlantische Oceaan en de Caraïbische Zee had overgestoken en voor de kust van Nicaragua de atmosfeer en de zeewatertemperatuur gunstig was voor ontwikkeling van tropische cyclonen. Op 29 oktober ontstond uit deze storing tropische depressie 15. Tropische depressie 15 landde in Nicaragua op 30 oktober trok noordwaarts en kwam de volgende dag weer boven de Caraïbische Zee. Op 1 november promoveerde zij tot tropische storm Michelle. Michelle werd de volgende dag een orkaan en binnen 30 uur (op 4 november) was zij een orkaan van de vierde categorie met windsnelheden van 220 km/uur. Michelle nam nog iets in kracht toe, voordat zij op Cuba landde nabij de Varkensbaai. Michelle zette koers naar het noordoosten en raasde op 5 november door de Bahama's als orkaan van de eerste categorie. Op 6 november verloor zij haar tropische kenmerken. Michelle was een van de vier categorie 4 orkanen, die zich vormden in november. Michelle eiste 17 levens en veroorzaakte aanzienlijke schade in diverse landen.

### Orkaan Noel
Op 4 november ontstond een non-tropische storm uit een uitdiepende depressie, die steeds meer tropische kenmerken ging vertonen. Deze storm trok noordwaarts. Op 5 november 930 km ten zuidzuidoosten van Newfoundland had zich een gesloten circulatie gevormd om subtropische storm 2 en was er voldoende convectie om de storm meteen te promoveren naar Orkaan Noel. Noel verzwakte doordat het snel weer zijn tropische kenmerken verloor en te kampen had met een westelijke stroming hogerop in de atmosfeer. Op 6 november werd Noel en extratropische storm.

### Orkaan Olga
Subtropische storm 2 ontstond op 24 november op 1480 km ten oosten van Bermuda uit een lagedrukgebied, dat tropische kenmerken ging manifesteren. Subtropische storm 2 had een grillige koers, die over het algemeen naar het zuidwesten voerde. Op 26 november bezat de storm voldoende tropische kenmerken om te promoveren tot tropische storm Olga. Olga werd dezelfde dag nog een orkaan. Op 29 november degradeerde Olga tot tropische storm en de volgende dag tot een tropische depressie. Op 2 december won Olga aan kracht en was weer een tropische storm en een dag later weer een tropische depressie. Op 5 december loste Olga op boven de Atlantische Oceaan.

## Namen
De lijst met namen voor 2001 was hetzelfde als die van 1995 met uitzondering van Lorenzo, Michelle, Olga en Rebekah die in de plaats waren gekomen van Luis, Marilyn, Opal en Roxanne . De namen Lorenzo, Michelle en Olga zijn in 2001 voor het eerst gebruikt. De lijst zal opnieuw worden gebruikt in 2007, met uitzondering van Allison, Iris en Michelle, die van de lijst werden geschrapt. Allison, Iris en Michelle zullen in 2009 vervangen worden door Andrea, Ingrid en Melissa.
| - Allison - Barry - Chantal - Dean - Erin - Felix - Gabrielle | - Humberto - Iris - Jerry - Karen - Lorenzo - Michelle - Noel | - Olga - Pablo (niet gebruikt) - Rebekah (niet gebruikt) - Sebastien (niet gebruikt) - Tanya (niet gebruikt) - Van (niet gebruikt) - Wendy (niet gebruikt) |